# Slovenské energetické strojárne
Slovenské energetické strojárne(SES Tlmače), és una societat anònima eslovaca dedicada principalment al disseny, fabricació i muntatge d'equips d'enginyeria per a l'energia. Té la seu a la ciutat eslovaca de Tlmače. A partir del 2012, la companyia està en procés de fusió amb les Indústries EP Holding propietat de la societat d'inversió eslovaca J & T i del txec multimilionari Daniel Křetínský.

## Descripció
La Companyia ofereix calderes per a la combustió de carbó, petroli, gas i biomassa i per a centrals tèrmiques o sistemes combinats de calefacció i centrals elèctriques, així com instal·lacions d'incineració. A més a més dels equips per a l'enginyeria elèctrica, l'empresa també subministra per al gas, la metal·lúrgia i la indústria de béns de consum. També proporciona serveis d'enginyeria d'energia en desenvolupament, disseny, fabricació, muntatge i posada en servei. Els seus productes es divideixen en cinc segments: plantes d'energia; calderes; condensadors, bescanviadors de calor i canonades; construccions d'acer i d'altres equips.
És operativa a través d'una sèrie de filials, incloent SES Hungaria Kft., amb seu a Hongria, Bohèmia sro SES, amb seu a la República Txeca i SES Xile, amb seu a Xile, entre d'altres.

## Història
L'empresa va ser fundada en la dècada de 1950 a Txecoslovàquia. Es va transformar en una societat anònima el 1992. Des d'agost de 2006, l'accionista majoritari és SES Tlmače una empresa xipriota d'inversió, part de la J & T Group, una de les dues més grans companyies d'inversió a Eslovàquia. Al maig de 2012, la companyia va anunciar el seu pla per acomiadar 300 empleats.